# Dékány János
Dékány János  (1913. – 1963. március 18.) magyar színész.

## Életpályája
Vidéki színházakban kezdte pályáját. 1943–1944-ben Szalay Károly igazgató vezetése alatt Győrben játszott, azután a Pécsi Nemzeti Színházhoz került, majd 1946-ban a Magyar Színházban szerepelt. 1947-től a Várkonyi Zoltán vezette Művész Színházhoz tartozott, 1949-től a debreceni Csokonai Színház tagja volt. 1950-ben az Úttörő Színház foglalkoztatta, 1951-től haláláig az Állami Déryné Színház társulatának színművésze volt. 1953-ban fellépett a Vidám Színpadon is.  Kritikusai szerint is szenvedélyes színész volt, a mesterség igényes művelője, intellektuális igényű ábrázoló készséggel. Készített díszletterveket is. 
Váratlanul, 49 éves korában hunyt el, temetése 1963 március 25-én volt a Farkasréti temetőben. 

## Emlékezete
Tiszteletére és munkássága elismerésére az Állami Déryné Színház évente átadásra kerülő emlékdíjat alapított, amelyet halála napján március 18-án az idény legkimagaslóbb színészi alakításáért ítéltek oda.  A díjazottak között volt például Feleki Sári 1965-ben. 

## Színházi szerepeiből
- William Shakespeare: Szentivánéji álom... Ösztövér, szabó
- William Shakespeare: Vízkereszt vagy amit akartok... Malvolio
- Friedrich Schiller: Ármány és szerelem... Wurm
- Lope de Vega: A kertész kutyája... Federico gróf
- Heinrich von Kleist: Az eltört korsó... Walter
- Harriet Beecher Stowe: Tamás bátya kunyhója... Joe; Legree, ültetvényes
- Johann Strauss: Tavaszi hangok... Wohlgernuth, kocsmáros
- Berté Henrik: Három a kislány... Brunder András, nyergesmester
- Charles Dickens: Twist Olivér... Fagin
- Henrik Ibsen: Nóra... Krogstad
- Lillian Hellman: Kis rókák... Carry
- Jens Locher: Szülők lázadása... Mads
- Jean-Paul Sartre: Temetetlen holtak... Francois
- Nyikolaj Vasziljevics Gogol: Leánynéző... Anucskin Nikanor Ivanovics
- Makszim Gorkij: Kispolgárok... Tyetyerev
- Pjotr Andrejevics Pavlenko: Boldogság... Komkov, orvos
- Anatolij Vlagyimirovics Szofronov: Moszkvai jellem... Második bürotag
- Leonyid Rahmanov: Viharos alkonyat... Varabjov, tanársegéd
- Anatolij Szurov: Szabad a pálya... Kremnyov, párttitkár
- Vlagyimir Vlagyimirovics Scserbacsov: Dohányon vett kapitány... Harmadik bojár
- Nyikolaj Mihajlovics Gyakonov: Házasság hozománnyal... Szilantij
- Iszaak Oszipovics Dunajevszkij: Filmcsillag... Viktor Melnikov
- Vagyim Nyikolajevics Szobko: A második front mögött... Arthur Crosby
- Jurij Szergejevics Miljutyin: Szibériai rapszódia (Nyugtalan boldogság)... Igonyin professzor
- Vlagyimir Abramovics Dihovicsnij: Sose halok meg... Fikusz
- Jaroslav Zrotal: A tyúk és a harangozó... Kodytek
- Mihail Davidoglu: Bányászok... Vlanga
- Julius Fučík: Üzenet az élőknek... Böhm
- Katona József: Bánk bán... Biberach
- Jókai Mór: Az aranyember... Krisztyán Tódor
- Gárdonyi Géza: A lámpás... A pap
- Kós Károly: Budai Nagy Antal... Kardos Jákob, román nemes
- Kerecsendi Kiss Márton: Az első... Bede
- Földes Mihály: Mélyszántás... Forinyák
- Tóth Miklós: Mézesmadzag... Darányi Béla
- Szinetár György – Pongrácz László: Déryné útrakél... Szakolczy András
- Gombos Imre: Pataki szüret (avagy a vőlegénység három próbája)... Rotond
- Kerekes Imre: A siker titka... Mérő Kálmán
- Babay József: Három szegény szabólegény... Posztó Barnabás
- Pesti tüskék (kabaré)... szereplő

## Díszlettervei
- Pierre-Augustin Caron de Beaumarchais: Figaro házassága (Csokonai Színház, Debrecen)
- Urbán Ernő: Tűzkeresztség (Csokonai Színház, Debrecen)
- Vincze Ottó: Farkas a havason (Csokonai Színház, Debrecen)